# Bučin
Bučin (makedonska: Бучин) är en ort i Nordmakedonien. Den ligger i kommunen Kruševo, i den sydvästra delen av landet, 80 kilometer söder om huvudstaden Skopje. Bučin ligger 604 meter över havet och antalet invånare är 1 243.